# Виршла
Виршла (од  ) је месни производ, врста кобасице, популарна као брза храна. Спремају се брзо и лако, а могу се сервирати на много начина и за многе прилике.

## Историја
Још је Хомер у "Одисеји" писао о јунаку који једе виршле, а према неким изворима волели су их и Римљани. Први писани рецепт потиче из 1432. године, а пронашао га је немачки историчар Хуберт Ерцман. За прављење виршли користило се најчистије млевено месо, уз зачине: со, бибер и бели лук. Маса се пунила у црева и кратко сушила на топлом ваздуху. Оваква виршла се обично продавала у пару, а пре јела се барила.
Виршле и кобасице се сматрају немачким и аустријским традиционалним специјалитетима. На амерички континент виршла је стигла око 1860. године, заједно са немачким емигрантима. Месар Чарлс Фелкман је почео да продаје виршле у Њујорку, као тзв. "hot dog". Брзо је стекао популарност која траје и данас.

## Београдски киоск
Први плаво-бели киосци за продају виршли у Београду појавили су се средином 1956. године и били су направљени од дрвета и распоређени по граду: на Ташмајдану, на Тргу републике, на Теразијама, на Савском тргу, у Земуну... Почетком 70-тих, на сцену је ступио чувени "црвени киоск" (Киоск К67), који је после расписаног конкурса Градске владе пројектовао Словенац Саша Мехтиг, а производио се у фабрици Инград, Љутомер, Словенија. Киоск је био јарко црвене боје, а на њему су белом бојом било исписано "Виршле у земички". Киоске је поставио ПКБ - Пољопривредни комбинат Београд. Најпознатији су били код хотела "Москва", код Студентског града, код Градске библиотеке, на бившој окретници тролејбуса. Служиле су се са сенфом, и по жељи, јогуртом. 
Киосци су били присутни на улицама све до средине 80-тих, али моменат њиховог нестанка није тачно познат. Очигледно су подлегли притиску појаве нове хране за успут у виду пљескавица и пецива. Ретки изузеци овог киоска постојали су 2021.
Наш чувени књижевник и љубитељ Београда, Момо Капор, у свом тексту "ПКБ носталгија" је написао: "Путовали смо по свету и јели све могуће врсте кобасица, почев од крањских у експресима Београд-Љубљана. Пробали смо, тако, папрене мађарске, најбоље француске, и немачке вурстеле, лондонске сосиџе са укусом куване сламе на бувљој пијаци Портобело Роуд и њујоршке хот-догове са киселим купусом - узалуд! Ниједне кобасице на свету нису биле ни принети онима ПКБ-овим".

## Производња и састав виршли
Виршла се производи од фино млевеног меса са зачинима, емулгаторима и водом, где се све то заједно меље у огромним машинама за млевење и том масом се пуне вештачка црева (некад природна). Пуњене виршле се термички обрађују уз помоћ специјалних технологија. Од машински откоштеног меса највише се користи механички сепаратисано месо, које је богато мастима, ако је у питању свињско месо. Ако се производе од живинског или говеђег меса, онда углавном садржи више везивног ткива. Препоручљива, али не и обавезна доза овог меса у виршлама је мање од 20% готовог производа. Постоји и пракса да се виршле праве и од фино самлевених рогова, копита, ноктију и тетива. Могу да садрже соју (до 3%), кукурузни, пшенични и кромпиров скроб, појачиваче боја, средства за нарастање, а додаје се и со. Иако се сматра непожељном, пракса да се у виршле додаје лој, маст, сланина, кожа и разни други остаци животиња је све више заступљена. У говеђим и свињским виршлама воде има од 54 до 66%, а у пилећим и до 73%.
Виршле нису најздравија храна на свету, али су јефтине, укусне и лако се спремају. Најчешће се баре или прже, и служе уз сенф, кечап, мајонез. Поред тога, постоје бројни рецепти јела у којима се користе виршле. Чувају се у фрижидеру (до 5 дана) или се замрзавају.